# Präparandenanstalt

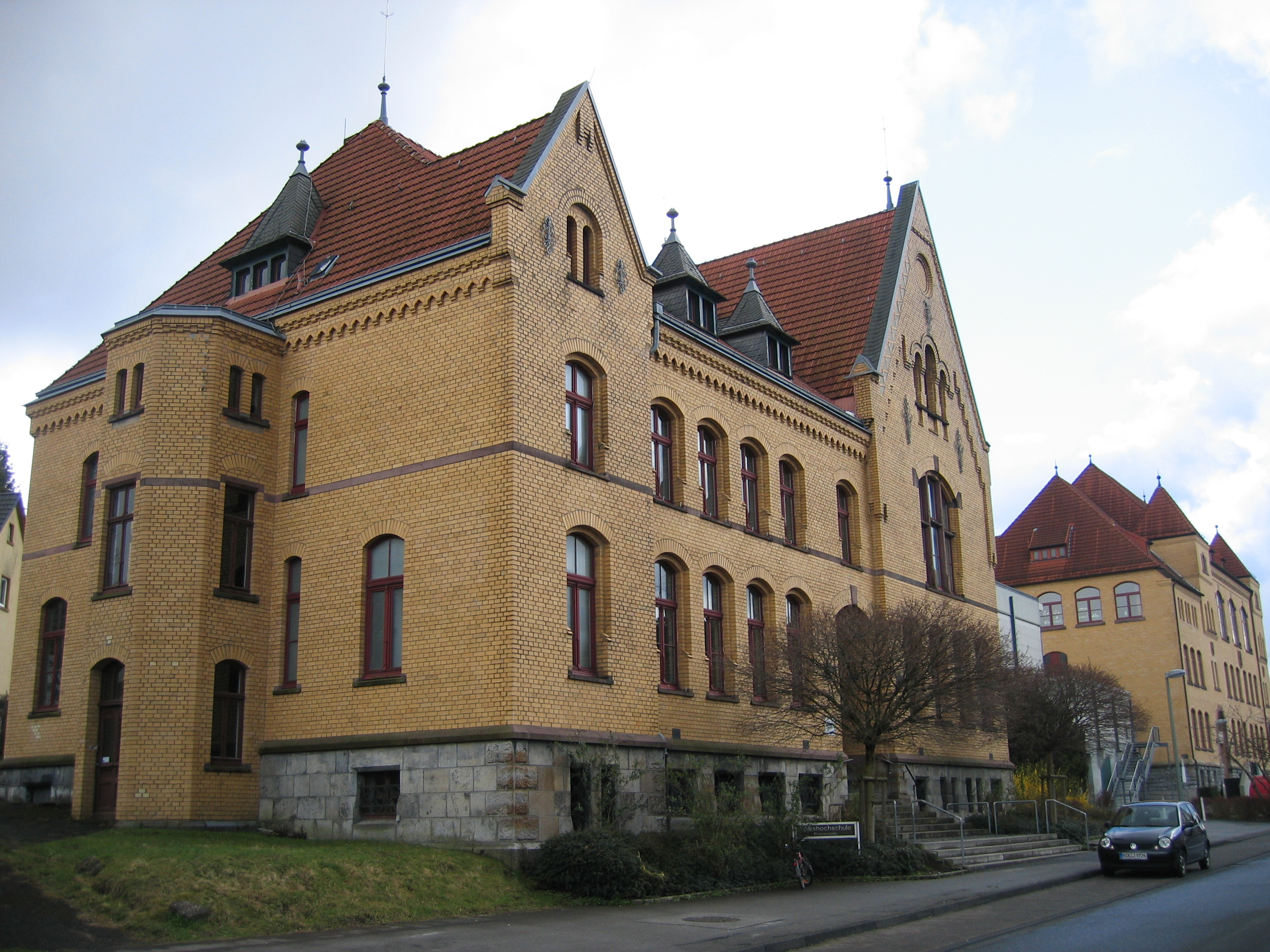
Ehemalige Präparandie in Arnsberg, erbaut nach 1902 (im Hintergrund das ehemalige Gebäude des Lehrerseminars)

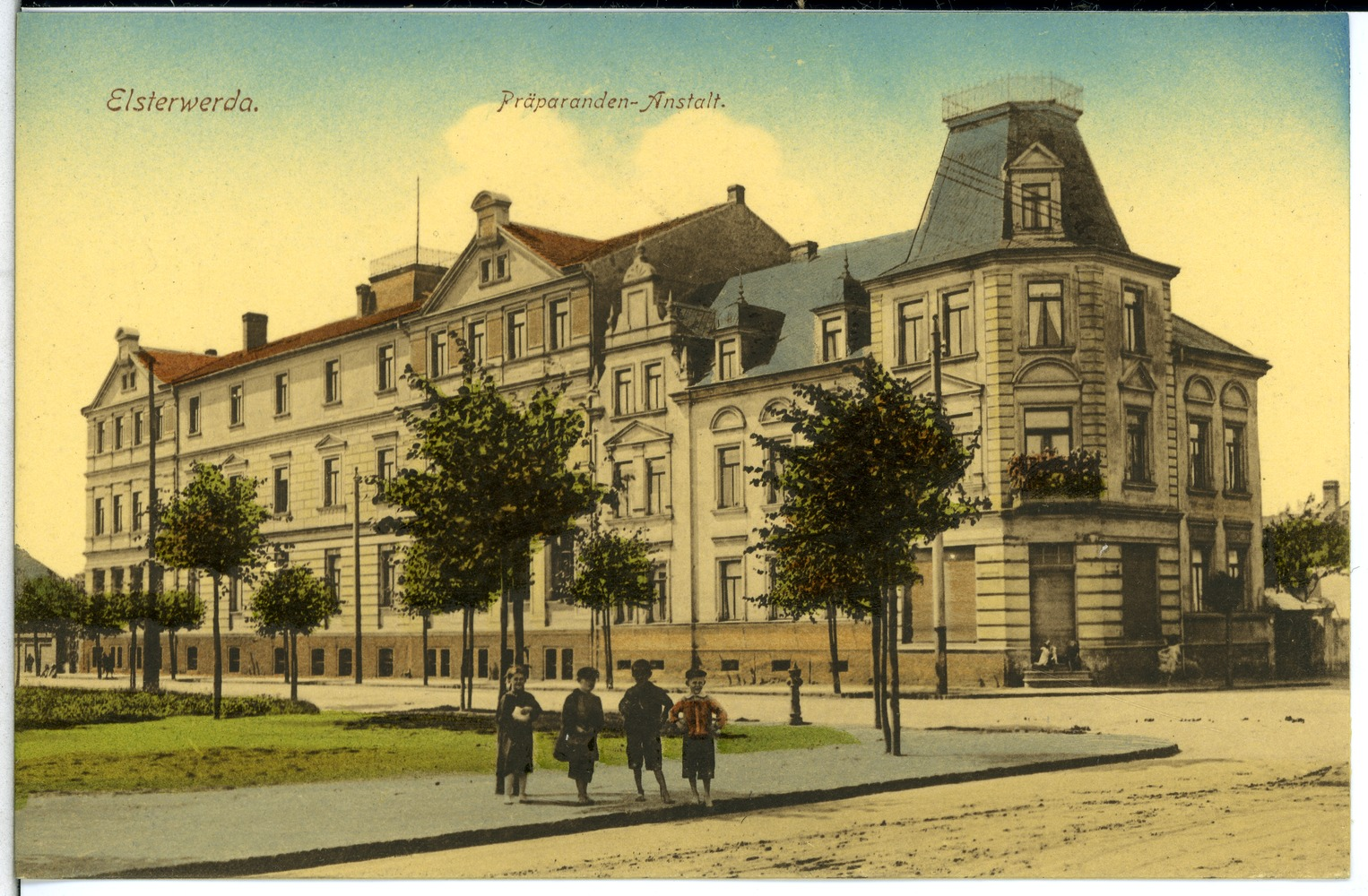
Präparandenanstalt in Elsterwerda (1910)

Eine Präparandenanstalt (oder Präparandenschule), teilweise auch als Präparandie bezeichnet, war vom 18. bis ins frühe 20. Jahrhundert hinein die untere Stufe der Volksschullehrerausbildung. Sie bereitete auf den Besuch der Lehrerseminare vor, woraus sich auch die Bezeichnung Präparand (lateinisch Vorzubereitender) für die Schüler dieser Einrichtung ableitet. Die Ausbildung begann unmittelbar nach dem Ende der Volks- beziehungsweise der Mittelschule.

## Allgemeine Entwicklung
Die Entwicklung dieser Einrichtung konnte sich seit dem 19. Jahrhundert in den einzelnen deutschen Ländern deutlich unterscheiden. Teilweise wurden die vorbereitenden Präparandenanstalten mit den Seminaren zusammengelegt. Dies geschah zum Beispiel im Königreich Sachsen, in Anhalt und in Hamburg. Teilweise wurden die Präparandenanstalten wie im Königreich Bayern weiterhin als Vorbereitungseinrichtung für die Lehrerseminare (im Falle jüdischer Präparandenschulen auch auf Israelitische Lehrerbildungsanstalten) betrieben, aber wo sie noch privat waren, wurden sie verstaatlicht. Anderswo konnten sie privat sein und höchstens staatlich kontrolliert und unterstützt sein.

## Beispiel Preußen

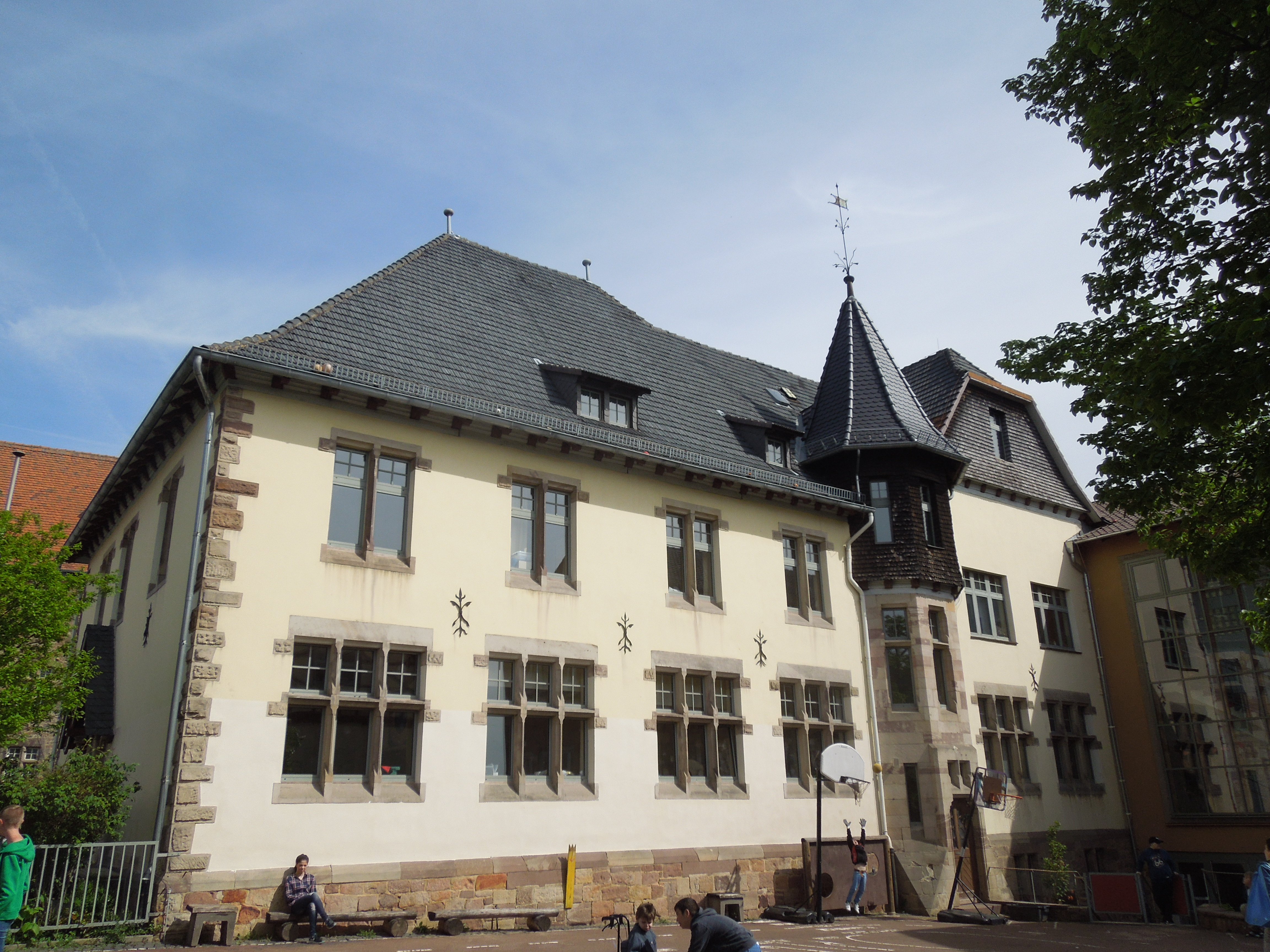
Die ehemalige Präparandie in Fritzlar

In Preußen etwa wurden die Vorbereitungsanstalten in der ersten Hälfte des 19. Jahrhunderts häufig als private Einrichtungen von Lehrern der Seminare betrieben. Ein Beispiel dazu ist die Präparandenanstalt Petershagen. Erst in der Ära des Kultusministers Adalbert Falk seit den 1870er Jahren wurden daneben staatliche Anstalten gegründet, die weiterhin räumlich und organisatorisch neben den Seminaren bestanden. Weiterhin gab es in Preußen außerdem die staatlich kontrollierten privaten Einrichtungen. Während die staatlichen Einrichtungen dem Provinzialschulkollegium unterstanden, waren für die privaten die Bezirksregierungen zuständig. Im Jahr 1886 gab es in Preußen 32 Präparandenanstalten gegenüber 114 Seminaren. Nach der Novemberrevolution wurden beide Einrichtungen zu Gunsten von Pädagogischen Akademien aufgelöst.

## Beispiel Württemberg
In Württemberg bestanden katholischerseits im 19. Jahrhundert privat geführte Präparandenanstalten in Schwäbisch Gmünd und Saulgau. Beide Einrichtungen wurden 1902 verstaatlicht. In Saulgau wurde dazu ein völlig neuer Gebäudekomplex errichtet, in Schwäbisch Gmünd folgte ein solcher erst 1905. Aus der Gmünder Anstalt ging in den folgenden Jahren dann die noch heute existente Pädagogische Hochschule Schwäbisch Gmünd hervor. Auch im evangelischen Nagold gab es von 1881 bis 1911 eine solche Anstalt.